# US Open ISKA World Martial Arts Championship
Die US Open ISKA World Martial Arts Championships ist eines der größten Kampfsportturniere der Welt. Das Turnier wird jedes Jahr im Juli in Disneyworld in Orlando, Florida/USA ausgetragen. Die Kampfsportveranstaltung wird vom Kampfsport-Weltverband ISKA durchgeführt. Die US-Open gelten als Wertungsturnier für die ISKA-Weltmeisterschaften. Sie werden vom US-TV-Sender ESPN übertragen.

## Disziplinen
Die Disziplinen dieses Turniers bestehen aus den Disziplinen Karate, Semikontakt-Kickboxen, Vollkontakt-Kickboxen und Thaiboxen und die Nebendisziplinen Selbstverteidigung und Bruchtest. Die Wettkämpfe werden für Männer und für Frauen angeboten.
Bei Formlaufen gibt es eine Vielzahl von Stil-Systemen, wo auch zwischen traditionell (u. a. Karate und Kung Fu) und extrem (u. a. XMA, Freestyle Karate) unterschieden wird.

## Gewichtsklassen
Insgesamt gibt es bei den ISKA-Wettkämpfen zwanzig Gewichtsklassen. Diese sind:

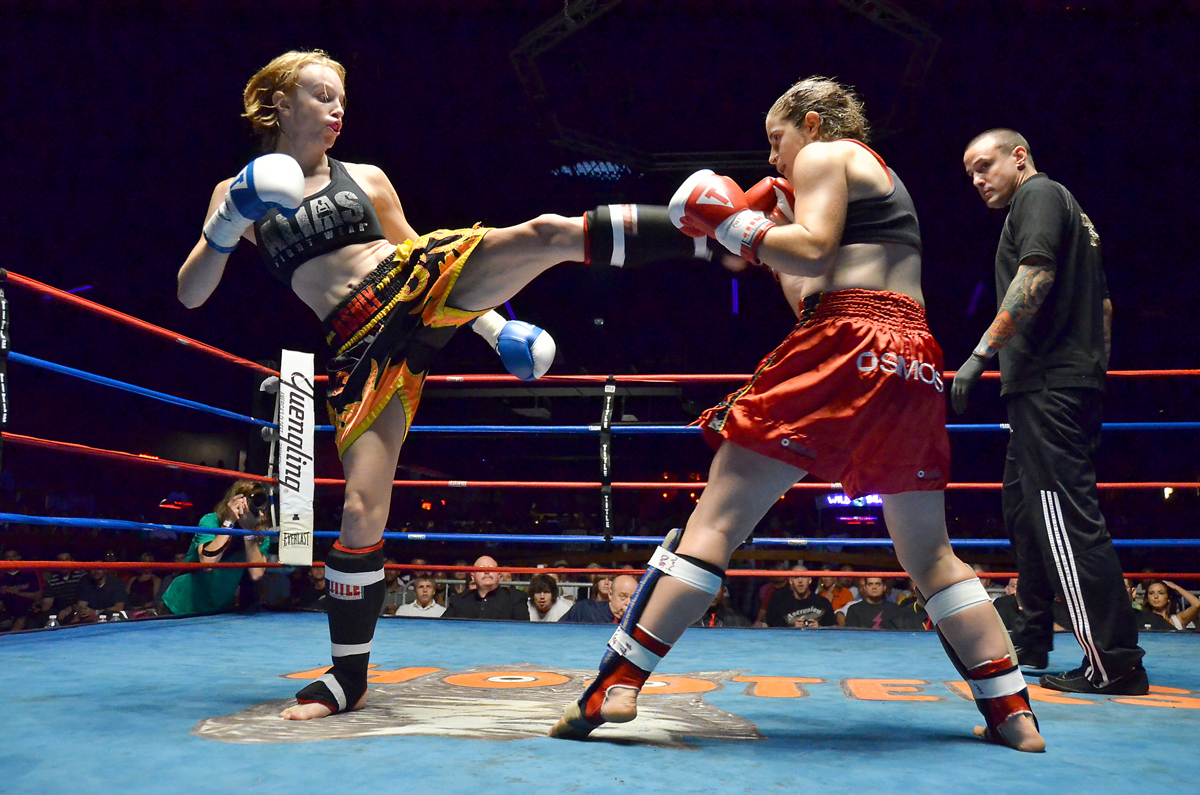
Frauen Thaiboxen

- Super Atomweight  -50.5 kg
- Flyweight 50.6-51.8 kg
- Super Flyweight 51.9-53.2 kg
- Bantamweight 53.3-54.5 kg
- Superbantamweight  54.6-56.4 kg
- Featherweight  56.5-58.2 kg
- Lightweight 58.3-60.0 kg
- Superlightweight  60.1-62.3 kg
- Lightwelterweight  62.4-64.5 kg
- Welterweight  64.6-66.8 kg
- Superwelterweight  66.9-69.5 kg
- Lightmiddleweight  69.6-72.3 kg
- Middleweight  72.4-75.0 kg
- Supermiddleweight 75.1-78.1 kg
- Lightheavyweight 78.2-81.4 kg
- Lightcruiserweight 81.5-84.6 kg
- Cruiserweight  84.7-88.2 kg
- Supercruiserweight  88.3-91.8 kg
- Heavyweight  91.9-96.4 kg
- Superheavyweight + 96.5 kg

## Einzelnachweis
1. ↑  iska-germany-us-open